# Riley Sheehan
Riley Sheehan (Boulder, 16 giugno 2000) è un ciclista su strada statunitense, che corre per il team Israel-Premier Tech.

## Palmarès

### Strada
- 2017 (Juniores, una vittoria)

Classifica generale Tour de l'Abitibi
- 2018 (Juniores, tre vittorie)

Campionati statunitensi, Prova a cronometro Junior
4ª tappa Tour de l'Abitibi (Malartic > Malartic)
Classifica generale Tour de l'Abitibi
- 2023 (Denver Dirsuptors/Israel-Premier Tech, cinque vittorie)

2ª tappa Joe Martin Stage Race (Fayetteville > Fayetteville)
3ª tappa Joe Martin Stage Race (Devil's Den State Park > Devil's Den State Park)
4ª tappa Joe Martin Stage Race (Fayetteville > Fayetteville)
Classifica generale Joe Martin Stage Race
Parigi-Tours

#### Altri successi
- 2017 (Juniores)

Classifica giovani Tour de l'Abitibi
- 2023 (Denver Disruptors)

Classifica giovani Tucson Bicycle Classic
Classifica a punti Joe Martin Stage Race
Classifica scalatori Joe Martin Stage Race

## Piazzamenti

### Grandi Giri
- Vuelta a España

2024: 123º

### Classiche monumento
- Milano-Sanremo

2024: 107º
- Giro delle Fiandre

2024: 13°
2025: 112º
- Parigi-Roubaix

2024: 75°
2025: 65º

### Competizioni mondiali
- Campionati del mondo

Bergen 2017 - Cronometro Junior: 34º
Bergen 2017 - In linea Junior: 123º
Innsbruck 2018 - Cronometro Junior: 19º
Innsbruck 2018 - In linea Junior: ritirato
Zurigo 2024 - In linea Elite: ritirato